# Lycksele södra landsfiskalsdistrikt
Lycksele södra landsfiskalsdistrikt var 1918-1957 ett landsfiskalsdistrikt i Västerbottens län, bildat när Sveriges indelning i landsfiskalsdistrikt trädde i kraft den 1 januari 1918, enligt beslut den 7 september 1917. Den 1 juli 1957 (enligt beslut den 10 maj 1957) upplöstes distriktet och förenades med Lycksele norra landsfiskalsdistrikt, och bildade ett nytt distrikt, benämnt Lycksele landsfiskalsdistrikt.  I detta nya distrikt skulle vara anställda två landsfiskaler, varav en var polischef och åklagare och den andra utmätningsman.
Landsfiskalsdistriktet låg under länsstyrelsen i Västerbottens län.

## Ingående områden
Den 1 januari 1929 utbröts Lycksele köping ur Lycksele landskommun. Den 1 januari 1946 ombildades köpingen till Lycksele stad. 1 augusti 1948 tillfördes Örträsks landskommun från det upplösta Fredrika landsfiskalsdistrikt.

### Från 1918
- Del av Lycksele landskommun: Landskommunen söder om Ume älv; Den andra delen låg i Lycksele norra landsfiskalsdistrikt.[3]

### Från 1929
- Lycksele köping
- Del av Lycksele landskommun: Landskommunen söder om Ume älv; Den andra delen låg i Lycksele norra landsfiskalsdistrikt.[3]

### Från 1946
- Del av Lycksele landskommun: Landskommunen söder om Ume älv; Den andra delen låg i Lycksele norra landsfiskalsdistrikt.[3]
- Lycksele stad

### Från 1 augusti 1948
- Del av Lycksele landskommun: Landskommunen söder om Ume älv; Den andra delen låg i Lycksele norra landsfiskalsdistrikt.
- Lycksele stad
- Örträsks landskommun